# Mohembo West
Mohembo West est une ville du Botswana, proche de la frontière avec la Namibie.